# Odsolování

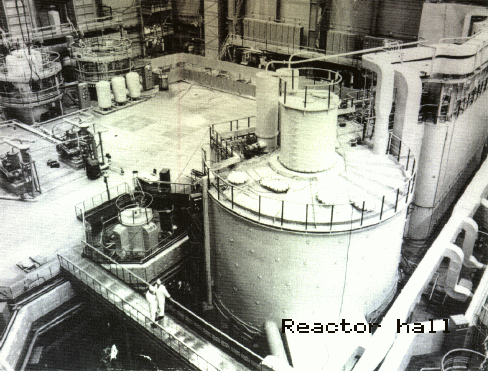
Reaktorová hala jaderné elektrárny a odsolovací stanice Ševčenko u Kaspického moře

Odsolování (cizím slovem desalinace) je proces, při kterém dochází k odstraňování soli z mořské nebo brakické vody.
Jednou z technologií využívaných při odsolování mořské vody je reverzní osmóza.

## Oblasti využití
Tento způsob získávání pitné vody používají země s omezenými zdroji sladké pitné vody (státy severní Afriky, státy na Arabském poloostrově, Somálsko, Jihoafrická republika, Izrael, …).

## Odsolování z hlediska životního prostředí
Podle Evropské agentury pro životní prostředí i v mnoha evropských regionech roste význam odsolování mořské vody, které má z hlediska životního prostředí značné negativní dopady, neboť je vysoce energeticky náročné. Podle Světového fondu na ochranu přírody (WWF) odsolování mořské vody může závažně přispívat ke současným změnám klimatu. WWF hodnotí odsolování jako velmi drahý a energeticky náročný způsob získávání pitné vody, který produkuje velké množství skleníkových plynů.

## Problémy s odsolenou vodou
Izraelští odborníci zkoumající závlahy polí odsolenou mořskou vodou došli k závěru, že více škodí než prospívá. Odsolená voda postrádá nejen ionty sodíku a chlóru, ale ztrácí i vápníkové, hořčíkové a síranové ionty, které jsou důležité pro růst rostlin. Na porostech zavlažovaných odsolenou vodou se záhy projevil nedostatek hořčíku a zemědělci museli hnojením chybějící prvek nahradit. Do vody také začala přidávat určitá množství vápence a kyseliny sírové. Velkým problémem je také bor, který zůstává v mořské vodě i po odsolení a který je pro rostliny toxický. V Izraeli bór z odsolené mořské vody vážně poškodil některé sady a vedl k poklesu úrody rajčat a podzemnice olejné.
Na jaře 2023 by Izrael měl jako první na světě použít odsolenou vodu pro doplňování Galilejského jezera odsolenou vodou pomocí 13 km dlouhého podzemního potrubí ústícího do potoka Calmon, který do jezera vtéká poblíž kibucu Ginosar. Odsolená voda by neměla významným způsobem ovlivnit ekosystém, což budou sledovat odborníci na limnologii. Cílem je udržení stabilní hladiny Galilejského jezera, které v době katastrofálního sucha mezi roky 2013 až 2018 pokleslo na nejnižší hodnoty hladiny a teprve v lednu 2022 po dvou vydatnějších zimních deštích se jezero naplnilo po třech dekádách až k hranici 32 cm pod maximální úroveň hladiny. Izrael se zavázal dodávat ročně 100 miliónů kubických metrů vody Palestincům a od roku 2021 dodávat dvojnásobek (tj. 50 milionů kubických metrů) do Jordánska.